# Contee del Michigan

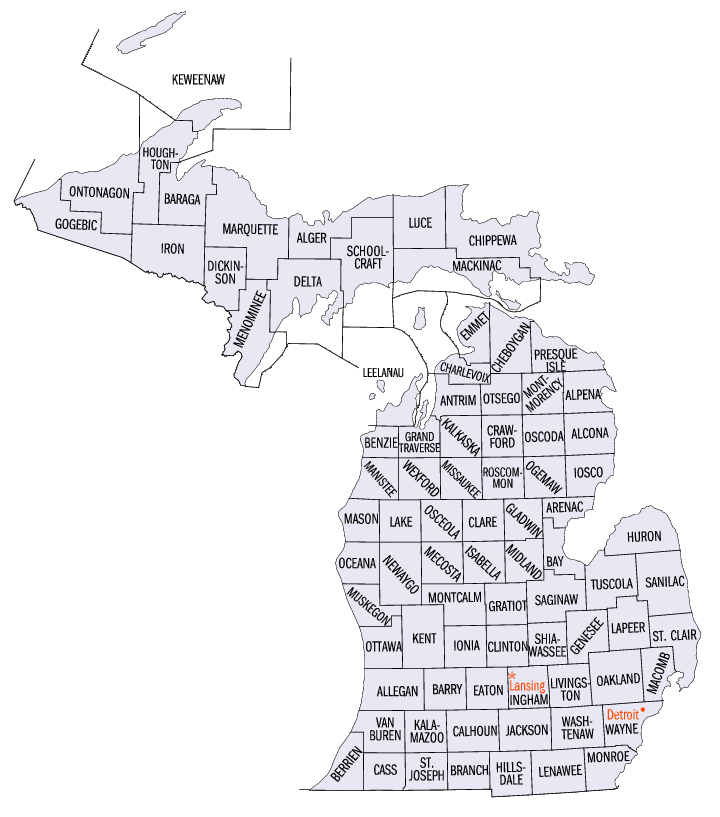
Contee del Michigan

Lista delle 83 contee del Michigan, negli Stati Uniti d'America:
1. Alcona
2. Alger
3. Allegan
4. Alpena
5. Antrim
6. Arenac
7. Baraga
8. Barry
9. Bay
10. Benzie
11. Berrien
12. Branch
13. Calhoun
14. Cass
15. Charlevoix
16. Cheboygan
17. Chippewa
18. Clare
19. Clinton
20. Crawford
21. Delta
22. Dickinson
23. Eaton
24. Emmet
25. Genesee
26. Gladwin
27. Gogebic
28. Grand Traverse
29. Gratiot
30. Hillsdale
31. Houghton
32. Huron
33. Ingham
34. Ionia
35. Iosco
36. Iron
37. Isabella
38. Jackson
39. Kalamazoo
40. Kalkaska
41. Kent
42. Keweenaw
43. Lake
44. Lapeer
45. Leelanau
46. Lenawee
47. Livingston
48. Luce
49. Mackinac
50. Macomb
51. Manistee
52. Marquette
53. Mason
54. Mecosta
55. Menominee
56. Midland
57. Missaukee
58. Monroe
59. Montcalm
60. Montmorency
61. Muskegon
62. Newaygo
63. Oakland
64. Oceana
65. Ogemaw
66. Ontonagon
67. Osceola
68. Oscoda
69. Otsego
70. Ottawa
71. Presque Isle
72. Roscommon
73. Saginaw
74. Sanilac
75. Schoolcraft
76. Shiawassee
77. St. Clair
78. St. Joseph
79. Tuscola
80. Van Buren
81. Washtenaw
82. Wayne
83. Wexford